# Incendi a Badalona de 2020
L'Incendi a Badalona de 2020 va declarar-se el vespre del 9 de desembre de 2020 en una nau industrial abandonada del barri de Gorg de Badalona.

## Antecedents
La finca estava ocupat per desenes de persones des de feia més de deu anys, la majoria d'origen subsaharià i en situació irregular. Es calcula que hi havien arribat a conviure unes 150 o 200 persones. Una part dels habitants, com a mitjà de subsistència, recollien materials reciclables, principalment ferralla. Molta de la qual es trobava acumulada dins de l'edifici incendiat.
Segons alguns veïns de la zona i del propi alcalde Xavier García Albiol els ocupants estaven relacionats amb activitats criminals com la falsificació de documents d'identitat i la venda de drogues i objectes robats. El mateix García Albiol havia protagonitzat l'agost de 2020 una discussió amb algunes de les persones residents a la parcel·la, relacionant-les amb conflictes d'ordre públic, prometent millorar l'actuació policial envers les activitats que s'hi estarien duent a terme i contra les ocupacions en general.
Moments abans de l'inici del foc, als voltants de la nau abandonada, s'hi estava duent a terme un operatiu de la Guàrdia Urbana de Badalona i del Cos Nacional de Policia per controlar la documentació i aplicar l'anomenada Llei d'Estrangeria.

## Incendi
Segons un testimoni l'origen del foc seria fortuït per una espelma que va cremar en un matalàs. El qual es va estendre's ràpidament pels diferents pisos de l'immoble en propagar-se a través del cablejat elèctric. La ràpida encesa i l'energia despresa per les flames van deixar atrapades diverses persones a les plantes superiors, algunes van intentar fugir per la teulada de la nau.
La mateixa matinada, el Sistema d'Emergències Mèdiques (SEM) van atendre 18 ferits i els Bombers de la Generalitat van rescatar una trentena de persones del terrat de l'edifici i van comunicar la trobada de dos morts a dins de l'edifici. El dia següent es va anunciar que s'havia recuperat un tercer cos sense vida. El balanç final de ferits del SEM va pujar fins a 40, dels quals nou van ser traslladats a centres mèdics. El dilluns 14 es va recuperar l'últim cos de l'accident a la segona planta, elevant el total de víctimes mortals a quatre.

## Conseqüències
L'11 de desembre fou declarat com a dia de dol oficial a tot Catalunya per part de la Generalitat de Catalunya. El 12 de desembre una manifestació convocada a través de les xarxes socials va recórrer el trajecte entre el lloc del sinistre i la Casa Consistorial de Badalona. Es van fer proclames contra el racisme i en demanada de "dignitat" i "justícia".
Va produir-se una acampada improvisada d'alguns dels afectats en un carrer de Badalona mentre que altres foren allotjats en albergs d'emergència a Barcelona. A més del suport dels serveis socials municipals, d'associacions veïnals, de Creu Roja i altres entitats, el consolat del Senegal a Barcelona va oferir ajuda temporal als damnificats. Els tràmits iniciats per l'ajuntament van fer que un jutjat decretés el desallotjament de l'assentament a la via pública i desencadenà el 30 de desembre una segona ocupació de la finca incendiada, convertida en un solar després de l'enderroc d'urgència de les estructures afectades.
El llavors alcalde de la ciutat de Badalona, Xavier Garcia Albiol, anuncià el 15 de desembre una querella contra Ana Rocasalva, una periodista local que va manifestar que havia rebut amenaces de dues regidores del PP de Badalona. Segons informà el rotatiu barceloní Línia Nord, Rocasalva s'havia fet ressò d'una piulada d'Albiol, en la que aquest acusava la periodista de mentir, i negava que en cap moment ell afirmés trobar "normal" que veïns i veïnes del barri del Gorg diguessin que cremarien la nau que es va incendiar mesos més tard. A més, la revista especialitzada en mitjans de comunicació Media.cat, publicà el 14 de desembre la informació, firmada per Elisenda Rovira titulada "Dues regidores i veïns de Badalona em van intimidar perquè el meu reportatge de la nau trencava el relat d’inseguretat d’Albiol", en què s'entrevistava l'única periodista Aba Rocasalva que el juliol passat va entrar a la nau de Badalona on hi havia el col·lectiu de persones sense papers. En el reportatge publicat a la revista Metrópolis Abierta amb el títol "Así viven más de 100 inmigrantes en una nave ocupada de Badalona", s'explicaven les condicions precàries en les quals vivien les quals vivien.